# Monotiopleuridae
De Monotiopleuridae zijn een familie van uitgestorven kreeftachtigen uit de klasse van de Ostracoda (mosselkreeftjes).

## Geslachten
- Cavopleura Schallreuter, 1968 †
- Foveaprimitiella Schallreuter, 1972 †
- Priminsolenia Meidla, 1996 †
- Spinopleura Schallreuter, 1968 †
- Sudon Schallreuter, 1972 †
- Unisulcopleura Schallreuter, 1968 †